# Montesquieu-Volvestre
Montesquieu-Volvestre (okcitansko Montesquiu de Volvèstre) je naselje in občina v južnem francoskem departmaju Haute-Garonne regije Jug-Pireneji. Leta 2008 je naselje imelo 2.765 prebivalcev.

## Geografija
Naselje leži v pokrajini Languedoc ob reki Arize, 50 km južno od Toulousa.

## Uprava
Montesquieu-Volvestre je sedež istoimenskega kantona, v katerega so poleg njegove vključene še občine Canens, Castagnac, Gouzens, Lahitère, Lapeyrère, Latour, Massabrac, Montbrun-Bocage in Saint-Christaud s 3.524 prebivalci.
Kanton Montesquieu-Volvestre je sestavni del okrožja Muret.

## Zanimivosti
- taborska cerkev sv. Viktorja iz 13. stoletja,
- grad Château de Palays iz 13. stoletja,
- hrib Castéra s kalvarijo, orientacijsko tablo.